# Blue Rose Cen
Blue Rose Cen (n. Irlanda; 27 de enero de 2020) es una potranca pura sangre inglés propiedad de la Yeguada Centurión y entrenada por Christopher Head, en el centro de entrenamiento de Chantilly (Francia). Hija de Churchill (IRE) y Queen Blossom (IRE) (hija de Jeremy). Fue criada también por la Yeguada Centurión

Chaquetilla de la Yeguada Centurión

## Premios
Hizo historia al ganar el Prix de Diane, la Poule d'Essai des Pouliches a 3 años, y el Prix Marcel Boussac a 2 años. Esta hazaña solamente había sido conseguida por Allez France, Divine Proportions y Zarkava, tres de las mejores yeguas de la historia de las carreras de caballos mundiales. 

## Mejores actuaciones
- Prix de Diane - Grupo 1 - Hipódromo de Chantilly (2023)
- Poule d'Essai des Pouliches - Grupo 1 - Hipódromo de ParisLongchamp (2023)
- Prix Marcel Boussac - Grupo 1 - Hipódromo de ParisLongchamp (2022)
- Prix de l'Opera - Grupo 1 - Hipódromo de ParisLongchamp (2023)
- Prix de la Grotte - Grupo 3 - Hipódromo de ParisLongchamp (2023)
- Prix d'Aumale- Grupo 3 - Hipódromo de ParisLongchamp (2022)